# Nowa Wieś (gemeente Busko-Zdrój)
Nowa Wieś is een plaats in het Poolse district  Buski, woiwodschap Święty Krzyż. De plaats maakt deel uit van de gemeente Busko-Zdrój en telt 110 inwoners.